# كيمياء بسيطة
الكيمياء البسيطة (المعروفة أيضًا بالفرنسية باسم الكيمياء السهلة) هي نوع من الكيمياء التي تحدث تفاعلاتها عند درجة حرارة الغرفة في أوعية التفاعل المفتوح بتفاعلات مشابهة لتلك التي تحدث في النظم البيولوجية.

## الأهداف
يتمثل الهدف من الكيمياء البسيطة في تخليق المواد، حيث يمكن معرفة قدرة الكائنات الحية – في الأساس بشكل أو بآخر - مثل قدرة طحالب الدياتوم على إنتاج الزجاج من السيليكات المذابة. فهو فرع جديد من علم المواد يختلف عن كيمياء الحالة الصلبة التقليدية وتطبيقاته على الطاقة المكثفة لاستكشاف الإبداع الكيميائي للعالم الحي. ظهر هذا التخصص في ثمانينيات القرن الماضي باسم «الكيمياء البسيطة»، والذي نشره لأول مرة الكيميائي الفرنسي جاك ليف في صحيفة لوموند بتاريخ 26 أكتوبر 1977. أظهرت المشاهدات الفرنسية أن مصطلح الكيمياء البسيطة استخدم كما هو في وقت مبكر من القرن الحادي والعشرين في المنشورات العلمية والإنجليزية وغيرها. فطريقة تخليقه مشابهة بشكل عام لتفاعلات البلمرةالقائمة على أساس عضوي وخلق امتصاص للطاقة التفاعلية للمحاليل دون اللجوء إلى البلمرة التكثيفية الأساسية. الفائدة الأساسية لهذا النوع من البلمرة للمعدن الحاصلة في درجة حرارة الغرفة هو الحفاظ على الجزيئات العضوية أو الكائنات الحية الدقيقة سليمة. ويمكن تخزين المنتجات التي يتم الحصول عليها عن طريق ما يسمى بمحلول  الكيمياء البسيطة الهلامي في عدة أنواع:
- •	تركيبات معدنية مختلفة الجودة (في النعومة والشكل، إلخ)
- •	تركيبات مختلطة تجمع بين الجزيئات غير العضوية والعضوية على التركيبات المعدنية
- تغليف جزيئات معقدة وحتى للحفاظ على الكائنات الحية الدقيقة أو تحسين الاستفادة من خصائصها.

شملت النتائج الأولية تصنيع الزجاج وخزف بخصائص جديدة. طورت هذه التركيبات المختلفة بشكل ما مجموعة واسعة من التطبيقات بدءًا من الصحة إلى احتياجات غزو الفضاء. حيث يوجد وراء طريقة تصنيعها مركب باسم الكيمياء البسيطة يجمع بين المزايا المعدنية (المقاومة والشفافية والنمط التكراري وما إلى ذلك) واستكشاف إمكانات الكيمياء الحيوية والكيمياء العضوية (كواجهة مع العالم العضوي والتفاعلية والقدرة التخليقية وما إلى ذلك). ووفقًا لما يقوله العاملون بهذا المجال فإن «الكيمياء البسيطة» في بدايات نجاحها فقط وتفتح آفاقًا واسعة.